# Benedetto Grazzini
Benedetto de Grazzini, eller Benedetto da Rovezzano, född omkring 1474, död strax efter 1552, var en italiensk arkitekt och bildhuggare.
Benedetto de Grazzini utförde flera gravmonument i Genua och Florens, kallades därefter till England och arbetade bland annat på ett stort gravmonument i Windsor, men återvände till Florens.